# Пловдивська область
Пло́вдивська о́бласть (болг. Област Пловдив) — область в Південно-центральному регіоні Болгарії. Площа 5 972,89 км², населення 683 027 чоловік(2011). Адміністративний центр — місто Пловдив.
Область утворена у 1987 році, до 1998 року займала площу 5972.89 км² і включала в основному території колишніх Пловдивського, Пазарджицького і Смолянського округів.